# جوزيف-ديزيريه جوب
جوزيف-ديزيريه جوب (بالفرنسية: Joseph-Désiré Job) (1 ديسمبر 1977 في ليون) لاعب كرة قدم كاميروني الجنسية فرنسي المولد يلعب حاليا لصالح نادي الدرجة الممتازة الخريطيات القطري ومنتخب الكاميرون في مركز المهاجم .

## المسيرة الرياضية مع الأندية
بدأ جوب مسيرته الرياضية في أكاديمية نادي ليون الفرنسي للناشئين عندما كان يبلغ من العمر 10 سنوات . شارك في أول مباراة رسمية عندما كان يبلغ من العمر 19 سنة في بطولة كأس إنترتوتو سنة 1997 مسجلا 3 أهداف في مرمى نادي أودرا فودزيسلاف البولندي حيث انتهت المباراة بالفوز 5-2 . في 1 أغسطس 1999 انتقل إلى نادي لنس .
استطاع تسجيل عدد من الأهداف لصالح نادي لنس في بطولة كأس الاتحاد الأوروبي في موسم 1999-2000 وبالتالي وصل النادي إلى الدور النصف النهائي . ثم قرر المدير الفني الإنجليزي لنادي مدلزبره براين روبسون التعاقد مع جوب في صيف سنة 2000 مقابل 3 ملايين جنيه إسترليني . خلال تواجده في النادي الإنجليزي استطاع تسجيل 19 هدف في 94 مباراة . بعدما عانى من صعوبة فرض نفسه في التشكيلة الأساسية تمت الموافقة على إعارته إلى نادي ميتز الفرنسي في النصف الثاني من موسم 2001-2002 .
في 31 ديسمبر 2002 التحم جوب مع قلب الدفاع الجامايكي لنادي ويست بروميتش ألبيون مما جعله يسقط على أرضية الملعب فاقدا الوعي لعدة لحظات . في 29 سبتمبر 2003 تعرض جوب للإصابة في الركبة أثناء التدريبات ونتيجة لذلك ابتعد لعدة أشهر مما دعا المدير الفني الإنجليزي ستيف مكلارين بأنه آسف لما آل إليه جوب خصوصا بأنه بدأ في استعادة مستواه الكبير مؤخرا وسجل هدف الفوز في مرمى نادي إيفرتون . في 29 فبراير 2004 سجل جوب الهدف الأول في مرمى نادي بولتون واندررز ليفوز نادي مدلزبره بنتيجة 2-1 ليتوج ببطولة كأس رابطة الأندية الإنجليزية المحترفة وهي ثاني بطولة كبرى يحققها النادي في تاريخه وبالتالي تأهل للمشاركة في بطولة كأس الاتحاد الأوروبي .
في 15 ديسمبر 2004 سجل جوب الهدف الثاني في مرمى نادي بارتيزان الصربي ضمن بطولة كأس الاتحاد الأوروبي ليفوز نادي مدلزبره بنتيجة 3-0 ضمن المجموعة الخامسة ويضمن لناديه التأهل إلى الدور الثاني كبطل للمجموعة . في الدور الثمن النهائي خسر نادي مدلزبره من نادي سبورتنغ لشبونة البرتغالي 2-4 في مجموع المباراتين على الرغم من تسجيل جوب هدف في مباراة الذهاب في 10 مارس 2005 .
في 31 أغسطس 2005 قرر نادي مدلزبره الموافقة على إعارة جوب إلى نادي الاتحاد السعودي طوال موسم 2005-2006 وساعده على الفوز ببطولة دوري أبطال آسيا سنة 2005 مسجلا هدف في مرمى نادي العين الإماراتي في مباراة إياب الدور النهائي في 5 نوفمبر . قرر جوب عدم تجديد العقد الذي يربطه بنادي مدلزبره وينتهي في صيف 2006 بسبب المنافسة الشديدة في خط الهجوم بوجود الأسترالي مارك فيدوكا ، الهولندي جيمي فلويد هاسلبانك ، والنيجيري ياكوبو إيغبيني . في فترة تحضير موسم 2006-2007 تدرب جوب في نادي واتفورد ولكنه فشل في اقناع مسئوليه في التعاقد معه . انضم جوب إلى نادي سيدان الفرنسي في 19 سبتمبر 2006 ووقع على عقد يمتد لموسم واحد . في صيف سنة 2007 انتقل جوب إلى نادي نيس الفرنسي موقعا على عقد يمتد لموسمين . في 22 يونيو 2008 ذكرت صحيفة سانداي ميرور البريطانية بأن نادي بلاكبول الإنجليزي يرغب في التعاقد مع جوب في صفقة انتقال حر بعد انتهاء العقد الذي يربطه بنادي نيس . بعد انتهاء العقد وافق جوب على الانضمام إلى نادي الخريطيات القطري .

## المسيرة الرياضية مع المنتخبات
على الرغم من أن الجميع كان يعتقد بأن جوب سيوافق على الانضمام إلى صفوف منتخب فرنسا إلا أنه فاجأ الجميع بقبول دعوة الانضمام إلى صفوف منتخب بلاده الأصلي الكاميرون وشارك في أول مباراة دولية أمام منتخب إنجلترا على ملعب ويمبلي سنة 1997 وانتهت بالخسارة 0-2 . شارك في بطولة كأس العالم لكرة القدم 1998 و2002 التي أقيمتا في فرنسا وكوريا الجنوبية واليابان معا على التوالي ولم يستطع في مساعدة منتخب بلاده في تخطي الدور الأول . كما شارك في بطولة كأس القارات 2001 وكأس القارات 2003 التي أقيمتا في كوريا الجنوبية واليابان معا وفرنسا على التوالي وفي البطولة الأخيرة استطاع أن يساهم في احتلال منتخب بلاده المركز الثاني . تم استدعائه للمشاركة في بطولة كأس الأمم الأفريقية لكرة القدم 2002 التي أقيمت في مالي وتوج فيها منتخب الكاميرون بطلا وهو الرابع في تاريخ بلاده . خلال 5 سنوات لم يشارك جوب في أي مباراة دولية حتى مارس 2007 عندما تم استدعائه لمواجهة منتخب ليبيريا ضمن تصفيات كأس الأمم الأفريقية لكرة القدم 2008 . في يناير 2008 سجل 3 أهداف في مباراتين حيث سجل هدف في مرمى منتخب السودان وديا حيث انتهت بالفوز 3-0 ثم سجل هدفين في مرمى منتخب زامبيا ضمن نهائيات بطولة كأس الأمم الأفريقية حيث انتهت المباراة بالفوز 5-1 ثم ساهم في احتلال منتخب الكاميرون المركز الثاني خلف منتخب مصر .

## الحياة الشخصية
سافرت أم جوب من الكاميرون إلى فرنسا في نفس سنة ولادة جوب سنة 1977 . صرح جوب بأنه مسلم ملتزم في سنة 2003 . أخيه الأصغر توماس جوب لاعب كرة قدم يلعب حاليا لصالح نادي الدرجة الثانية بيزا الإيطالي .

## روابط خارجية
- جوزيف-ديزيريه جوب على موقع IMDb (الإنجليزية)

- جوزيف-ديزيريه جوب على موقع الاتحاد الدولي (مؤرشف)  (الإنجليزية)
- جوزيف-ديزيريه جوب على موقع اتحاد تركيا (لاعب) (الإنجليزية)
- جوزيف-ديزيريه جوب على موقع رابطة كرة القدم الفرنسية للمحترفين (الإنجليزية)
- جوزيف-ديزيريه جوب على موقع قاعدة بيانات كرة القدم.إي يو (الإنجليزية)
- جوزيف-ديزيريه جوب على موقع ليكيب (الفرنسية)
- جوزيف-ديزيريه جوب على موقع ناشيونال فوتبول تيمز (الإنجليزية)
- جوزيف-ديزيريه جوب على موقع Soccerbase.com (لاعب) (الإنجليزية)
- جوزيف-ديزيريه جوب على موقع Soccerway.com (الإنجليزية)
- جوزيف-ديزيريه جوب على موقع عالم كرة القدم.نت (الإنجليزية)